# Eros Grezda
Eros Genc Grezda (* 15. April 1995 in Gjakova, BR Jugoslawien) ist ein albanischer Fußballspieler.

## Karriere

### Vereine
Eros Grezda wuchs zunächst in Pristina auf. In seiner Jugend spielte er später in Mazedonien, Kroatien, Österreich und Slowenien. In Slowenien spielte er ab 2013 erstmals als Profi beim Zweitligisten NK Aluminij in Kidričevo. Im Jahr 2015 stand er kurzzeitig beim DNŠ Zavrč unter Vertrag. Danach wechselte Grezda nach Kroatien, wo er für Lokomotiva Zagreb und NK Osijek spielte. Im August 2018 unterzeichnete Grezda einen Vierjahresvertrag bei den Glasgow Rangers aus der Scottish Premiership. Osijek war zuvor gegen die Rangers im Europapokal ausgeschieden, dort konnte Grezda den Rangers-Trainer Steven Gerrard überzeugen. In der Saison 2018/19 absolvierte er 13 Ligaspiele und erzielte dabei zwei Tore. Ab April 2019 kam er zu keinem weiteren Einsatz für die Rangers und kehrte im Januar 2020 zurück zum NK Osijek. Von dort wurde er im Sommer 2021 an den ungarischen Erstligisten Zalaegerszegi TE FC verliehen.

### Nationalmannschaft
Der in Serbien und Montenegro geborene Grezda, der kosovarischer Herkunft ist, spielte seit dem Jahr 2014 für Albanien. Zunächst spielte er von 2014 bis 2016 in der U21. Am 24. März 2017 gab er sein Debüt in der A-Nationalmannschaft gegen Italien, als er bei der 0:2-Niederlage im WM-Qualifikationsspiel für Odise Roshi eingewechselt wurde.